# قضیه شارکوفسکی
قضیه شارکوفسکی در ریاضیات سامانه پویا در سیستم گسسته مطرح شده است. الکساندر شارکوفسکی این قضیه را در سال ۱۹۶۴ ارائه و اثبات کرد.
این قضیه بیان می‌کند که اگر یک سیستم دینامیکی گسسته روی خط حقیقی دارای یک نقطه تناوبی از تناوب ۳ باشد، می‌باید دارای نقطه‌های تناوبی از هر دوره تناوب دیگر نیز باشد.
قضیه شارکوفسکی درباره دینامیک ترکیبیاتی یک بعدی است و برای ابعاد بالاتر صادق نمی‌باشد.
این قضیه تنها برای نگاشت‌های پیوسته که روی خط اعداد حقیقی یا روی بازه فشرده تعریف می‌شوند برقرار است. 

## اهمیت
اهمیت این قضیه در این است که یافتن دوره تناوب یک سامانه پویا آسان نیست. اما به کمک این قضیه کار ساده می‌شود.

## یک نمونه
برای نمونه نگاشتی را در نظر گرفته که همه‌ی نقاط دایره را به اندازه ۱۲۰ درجه دوران می‌دهد. تحت این نگاشت، همه نقاط دایره به نقاط نتاوبی از دوره تناوب اول ۳ تبدیل می‌شوند. در نتیجه روی دایره نقطه تناوبی از هر دوره تناوب دیگر وجود ندارد.